# Fjälkinge distrikt
Fjälkinge distrikt är ett distrikt i Kristianstads kommun och Skåne län. 
Distriktet ligger öster om centrala Kristianstad. 

## Tidigare administrativ tillhörighet
Distriktet inrättades 2016 och utgörs av socknen Fjälkinge i Kristianstads kommun.
Området motsvarar den omfattning Fjälkinge församling hade vid årsskiftet 1999/2000.